# Phil Lesh
Phil Lesh, rodným jménem Phillip Chapman Lesh, (15. března 1940, Berkeley, Kalifornie, USA – 25. října 2024) byl americký rockový baskytarista. Studoval na Kalifornské univerzitě v Berkeley. Byl jedním ze zakládající členů skupiny Grateful Dead, ve které hrál po celou dobu její existence (1965–1995). V roce 2015 odehrál s přeživšími členy Grateful Dead sérii koncertů k 50. výročí jejího vzniku. Téhož roku mu byla diagnostikována rakovina. Od roku 1999 hrál s vlastní kapelou Phil Lesh and Friends a v letech 2009 až 2014 byl členem skupiny Furthur. V roce 1998 a znovu o čtyři roky později hrál v kapele The Other Ones a v letech 2003 až 2009 vystupoval s The Dead.